# Ettore Girardi
Ettore Girardi war ein italienischer Motorradrennfahrer.

## Karriere
Girardi startete im Jahr 1919 in der 350-cm³-Klasse bei zwei Motorrad-Langstreckenrennen in Italien und belegte dabei jeweils den ersten Platz. Es handelte sich um das Rennen Genua–Triest (1300 km) sowie um die Raid Nord–Sud von Mailand nach Neapel (841 km). Letzteres, am 11. und 12. Oktober ausgetragenes Rennen, legte Girardi in 21 Stunden, 56 Minuten und 2 Sekunden zurück, was einer Durchschnittsgeschwindigkeit von 38,3 km/h entspricht. In beiden Fällen trat Girardi mit einer 350-cm³-Garelli mit Doppelkolbenmotor an.